# Подземелье драконов 3: Книга заклинаний
«Подземелье драконов: Книга заклинаний» (англ. Dungeons & Dragons: The Book of Vile Darkness) — фантастический боевик 2012 года, режиссёра Джерри Лайвли. Сиквел фильмов «Подземелье драконов» и «Подземелье драконов 2: Источник могущества».
Мировая премьера фильма состоялась 17 сентября 2012 года. Рейтинг MPAA — R.

## Сюжет
2000 лет назад могучий колдун Нагрул, вселявший в людские сердца страх и отчаяние, перед лицом смерти продал свою душу Демону, чтобы его полный ненависти дух выжил, когда тело умрёт. В мучительном ритуале верные слуги сделали из кожи мага страницы, из раздробленных костей сделали обложку, а его мёртвой кровью написали Книгу Заклинаний. Любой прочитавший её либо терял разум, либо, ослеплённый тёмными знаниями, вставал на сторону Зла. Стремительно растущая армия тьмы покоряла всё новые и новые территории, следуя наставлениям своего хозяина, сея хаос и разрушения.
На борьбу со Злом встал Орден Рыцарей Нового Солнца. Чистота их сердец была так велика, что Пелор — бог света — даровал им могучие амулеты, с помощью которых воинам удалось разбить огромную армию врага. Но верные служители Нагрула успели спрятать книгу, и никто из ордена не мог найти её. Постепенно поиски прекратились; воцарившийся мир быстро стёр в памяти людей темные времена, но слуги Нагрула только ждали подходящего момента…

## В ролях
| Актёр              | Роль                            |
| ------------------ | ------------------------------- |
| Джек Дерджес       | молодой рыцарь Грэйсон          |
| Элеанор Гекс       | шадар-кайская чародейка Акордия |
| Барри Эйрд         | повелитель паразитов Безз       |
| Лекс Дэниелс       | ассассин Сейт                   |
| Хабиб Насиб Надер  | варвар-голиаф Вимак             |
| Энтони Хауэлл      | рыцарь, отец Грэйсона Ранфин    |
| Шарлотта Хантер    | проститутка Карлотта            |
| Владимир Колев     | Делгар                          |
| Цветан Христов     | тёмный повелитель Шатракс       |
| Доминик Мафхэм     | мэр городка Литтл-Сильвер-Кип   |
| Калоян Воденичаров | перевёртыш                      |
| Райан Джексон      | чернокнижник                    |